# Łączyński Hrabia
Łączyński hrabia – polski herb hrabiowski, odmiana herbu Nałęcz, nadany w Galicji.

## Opis herbu
Opis z wykorzystaniem klasycznych zasad blazonowania:
W polu czerwonym chusta biała, ułożona w koło, związana u dołu, z opuszczonymi końcami. Nad tarczą korona hrabiowska, nad którą hełm z klejnotem: Panna w szacie czerwonej, z nałęczką na rozpuszczonych włosach, między dwoma rogami jelenimi, która trzyma rogi jelenia. Na fryzurze dziewczyny znajduje się chusta.

## Najwcześniejsze wzmianki
1. Nadany z tytułem hrabiowskim generałowi Józefowi Łączyńskiemu w Galicji 6 listopada 1783 roku z predykatami hoc- i Borenstein (wysoko urodzony i wielmożny). Podstawą nadania tytułu był patent z 1775, wywód przed Komisją Magnatów, zasługi dla domu cesarskiego, godności piastowane w Polsce oraz domicyl w Galicji.

## Herbowi
Jedna rodzina herbów:
hrabia Łączyński.